# 螺旋状狸藻
螺旋状狸藻（学名：Utricularia helix）為狸藻屬一年生水生食虫植物。其种加词“helix”来源于拉丁文，意为“螺旋结构”，指其缠绕的花茎。其为西澳大利亚的特有种。